# Capsule (pharmacie galénique)
Pour les articles homonymes, voir Capsule.
En pharmacie galénique et selon la Pharmacopée européenne, une capsule est une forme galénique solide constituée d’une enveloppe dure ou molle, utilisée pour l’administration d’au moins un principe actif de médicament par différentes voies d’administration.

## Composition de l’enveloppe
L’enveloppe des capsules est généralement à base de gélatine dont la consistance peut être adaptée par addition de plastifiant tels que le glycérol ou le sorbitol.
Elle peut aussi contenir des colorants, des agents de conservation et des tensioactifs. Dans le cas des capsules pour administration par voie orale ou par voie buccale, l’enveloppe peut contenir aussi des édulcorants et des arômes.

## Contenu de la capsule
Le contenu des capsules peut être solide, liquide ou pâteux. Il est composé d’au moins un principe actif additionnées ou non d’excipients appropriés. 

## Capsule à enveloppe dure ou gélule
Les capsules à enveloppe dure ou gélules ont une enveloppe en deux parties à fond hémisphérique, ouvertes à une extrémité et s’emboîtant l’une dans l’autre. Le contenu est généralement solide : poudre ou granulé. La fabrication de la capsule dure est réalisée avant son remplissage. Les capsules à enveloppe dure sont administrées par voie orale.

## Capsule à enveloppe molle

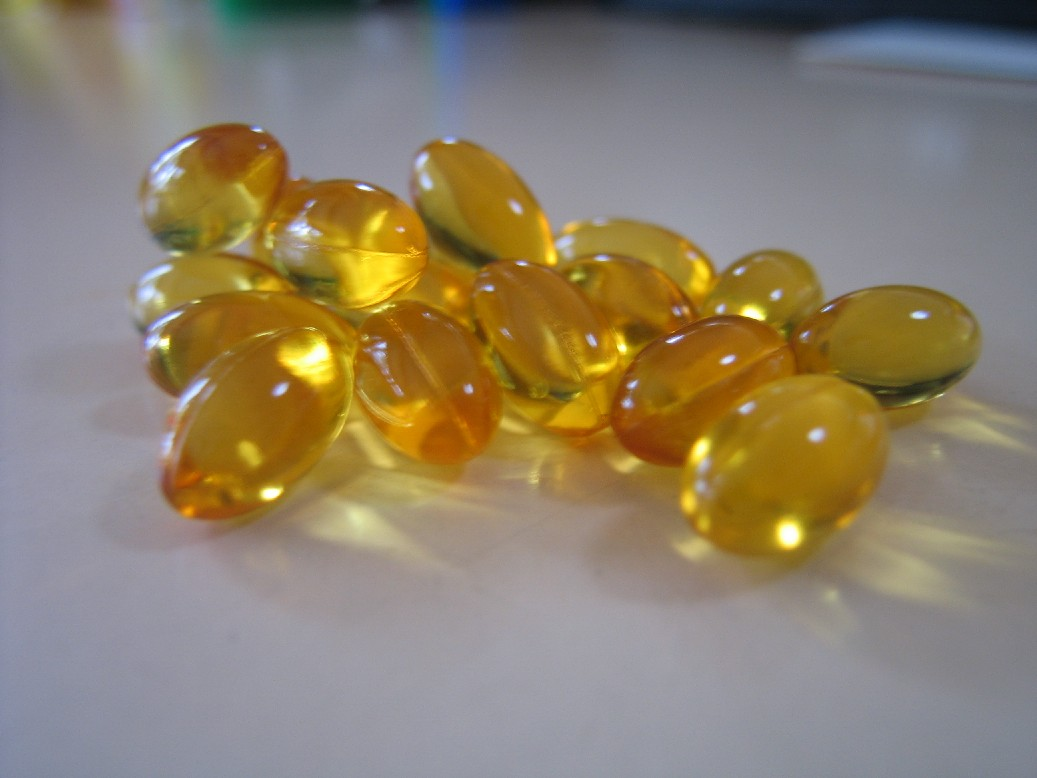
Capsule à enveloppe molle contenant de l’huile de foie de morue

Les capsule à enveloppe molle ont une enveloppe faite d’une seule partie, plus épaisse mais plus élastique que celle des gélules. Le contenu est liquide (solution, suspension ou émulsion) ou pâteux. La fabrication de la capsule molle est réalisée durant son remplissage. Les capsules à enveloppe molle sont administrées par voie buccale, par voie vaginale ou par voie rectale.

### Composition de l’enveloppe
L'enveloppe comprend les mêmes composants de base utilisés dans la production de capsules à enveloppe dure, mais avec des proportions différentes. Elles ont une plus grande quantité de plastifiant (environ 25%) par rapport à la gélatine, ce qui donne une plus grande flexibilité à la capsule.

### Contenu de la capsule
Les capsules à enveloppe molle sont principalement utilisées pour administrer les principes actifs liquides ou solides qui ont une faible solubilité ou qui sont à administrer en très faible dose (par exemple <100 μg). Le principe actif est alors dissout ou dispersé dans un liquide non aqueux et non hygroscopique pour éviter la dissolution de l’enveloppe en gélatine.
La dissolution ou la dispersion des principes actifs peu solubles dans un liquide améliore leur biodisponibilité.
L'administration de médicaments en très faible dose est possible avec les capsules à enveloppe molle car le procédé de remplissage hautement reproductible permet d'assurer que chaque capsule possède le même contenu médicamenteux.